# PowerBook Duo 280
Le PowerBook Duo 280 était une évolution du PowerBook Duo 250 qu'il remplaçait dans la gamme d'ordinateurs ultra-portables d'Apple. Tout comme les autres PowerBook Duo, il était fait pour être connecté à un dock étendant ses capacités. Sa principale innovation est qu'il intégrait un processeur 68LC040 bien plus puissant que les 68030 des précédents PowerBook. Les autres caractéristiques étaient identiques (excepté un disque dur plus gros et plus de mémoire vive).

## Caractéristiques
- processeur : Motorola 68LC040 24/32 bit cadencé à 33 MHz
- bus système 32 bit à 33 MHz
- mémoire cache : 8 Kio de niveau 1
- mémoire morte : 1 Mio
- mémoire vive : 4 ou 12 Mio (dont 4 Mio soudés à la carte mère) extensible à 40 Mio
- écran LCD 9,1" à matrice active
- résolutions supportées :
  - 640 × 400 en 4 bit (niveaux de gris)
- disque dur SCSI de 240 Mo
- modem interne en option
- slots d'extension :
  - 1 connecteur mémoire spécifique (Duo) de type DRAM (vitesse minimale : 70 ns)
  - connecteur 152 broches PDS pour le dock
- connectique :
  - 1 port série (Mini Din-8)
- batterie NiMH Type III lui assurant entre 2 et 4 heures d'autonomie
- dimensions : 3,6 × 27,7 × 21,6 cm
- poids : 1,9 kg
- consommation : 25 W
- systèmes supportés : Système 7.1.1 à Mac OS 8.1